# (4669) Høder
(4669) Høder est un astéroïde de la ceinture principale.

## Description
(4669) Høder est un astéroïde de la ceinture principale. Il fut découvert le 27 octobre 1987 à Brorfelde par Poul Jensen. Il présente une orbite caractérisée par un demi-grand axe de 2,20 UA, une excentricité de 0,19 et une inclinaison de 4,5° par rapport à l'écliptique.
Il a été nommé en référence à la divinité nordique Höd.

## Compléments